# ベラル・ムハマッド
ベラル・ムハマッド（Belal Muhammad、1988年7月9日 - ）は、アメリカ合衆国の男性総合格闘家。イリノイ州シカゴ出身。ルーファスポーツ所属。元UFC世界ウェルター級王者。UFC世界ウェルター級ランキング1位。UFCパウンド・フォー・パウンド・ランキング13位。ベラル・モハメッドとも表記される。

## 来歴
パレスチナ人の両親が移住したアメリカ合衆国で生まれた。高校時代はレスリング部に所属。イリノイ大学アーバナ・シャンペーン校卒業後の2010年からブラジリアン柔術を始め、2012年にプロ総合格闘技デビュー。

### Titan FC
2016年4月30日、Titan FCウェルター級王座決定戦で元WSOF世界ウェルター級王者スティーブ・カールと対戦し、パウンドで4RTKO勝ちを収め王座獲得に成功した。

### UFC
2016年7月7日、UFC初参戦となったUFC Fight Night: dos Anjos vs. Alvarezでアラン・ジョウバンと対戦し、0-3の判定負け。キャリア初黒星を喫したものの、ファイト・オブ・ザ・ナイトを受賞した。
2016年11月12日、UFC 205でビセンテ・ルケと対戦し、左フックでダウンを奪われパウンドで1RKO負け。
2019年9月7日、UFC 242で佐藤天と対戦し、リアネイキドチョークで3R一本勝ち。パフォーマンス・オブ・ザ・ナイトを受賞した。
2021年3月14日、UFC Fight Night: Edwards vs. Muhammadでウェルター級ランキング3位のレオン・エドワーズと対戦し、2Rにエドワーズの偶発的なサミングにより、ムハマッドは試合を続行することができずノーコンテストとなった。
2021年6月12日、UFC 263でウェルター級ランキング9位のデミアン・マイアと対戦し、3-0の判定勝ち。
2021年12月18日、UFC Fight Night: Lewis vs. Daukausでウェルター級ランキング5位のスティーブン・トンプソンと対戦し、グラウンドで終始圧倒して3-0の判定勝ち。
2022年4月16日、UFC on ESPN: Luque vs. Muhammad 2でウェルター級ランキング5位のビセンテ・ルケと約5年5カ月ぶりに再戦し、3-0の5R判定勝ち。リベンジに成功した。
2022年10月22日、UFC 280でウェルター級ランキング8位のショーン・ブレイディと対戦し、スタンドパンチ連打で2RTKO勝ち。パフォーマンス・オブ・ザ・ナイトを受賞した。
2023年5月6日、UFC 288でウェルター級ランキング5位のギルバート・バーンズと対戦し、3-0の5R判定勝ち。

#### UFC世界王座獲得
2024年7月27日、UFC 304のUFC世界ウェルター級タイトルマッチで王者レオン・エドワーズに挑戦。プレッシャーをかけ続け、9度のテイクダウンを奪いグラウンドの攻防で優勢に立って3-0の5R判定勝ち。パレスチナ系アメリカ人初となるUFC王座獲得に成功した。

## 人物・エピソード
- UFCのユニフォーム制度ではアメリカ合衆国ではなくパレスチナを選択している。
- ジョージ・フロイド抗議運動の影響でシカゴで2020年6月1日に起きた暴動に巻き込まれ父親が15年間経営していた店舗や従兄弟の会社が破壊され剥奪を受けた[15]。
- 2021年7月28日、地元シカゴのプロ野球チームシカゴ・カブスの試合の始球式でピッチャーを務めた[16]。
- シカゴはムハマッドの功績を記念して、9月20日を「ベラル・ムハマッドの日」に制定した[17]。

## 戦績
| 総合格闘技 戦績 | 総合格闘技 戦績 | 総合格闘技 戦績 | 総合格闘技 戦績 | 総合格闘技 戦績 | 総合格闘技 戦績 | 総合格闘技 戦績 |
| --------------- | --------------- | --------------- | --------------- | --------------- | --------------- | --------------- |
| 29 試合         | (T)KO           | 一本            | 判定            | その他          | 引き分け        | 無効試合        |
| 24 勝           | 5               | 1               | 18              | 0               | 0               | 1               |
| 4 敗            | 1               | 0               | 3               | 0               | 0               | 1               |

| 勝敗 | 対戦相手                 | 試合結果                                   | 大会名                                                                      | 開催年月日     |
| ×    | ジャック・デラ・マダレナ | 5分5R終了 判定0-3                          | UFC 315: Muhammad vs. Della Maddalena 【UFC世界ウェルター級タイトルマッチ】 | 2025年5月10日  |
| ○    | レオン・エドワーズ       | 5分5R終了 判定3-0                          | UFC 304: Edwards vs. Muhammad 2 【UFC世界ウェルター級タイトルマッチ】       | 2024年7月27日  |
| ○    | ギルバート・バーンズ     | 5分5R終了 判定3-0                          | UFC 288: Sterling vs. Cejudo                                                | 2023年5月6日   |
| ○    | ショーン・ブレイディ     | 2R 4:47 TKO（スタンドパンチ連打）          | UFC 280: Oliveira vs. Makhachev                                             | 2022年10月22日 |
| ○    | ビセンテ・ルケ           | 5分5R終了 判定3-0                          | UFC on ESPN 34: Luque vs. Muhammad 2                                        | 2022年4月16日  |
| ○    | スティーブン・トンプソン | 5分3R終了 判定3-0                          | UFC Fight Night: Lewis vs. Daukaus                                          | 2021年12月18日 |
| ○    | デミアン・マイア         | 5分3R終了 判定3-0                          | UFC 263: Adesanya vs. Vettori 2                                             | 2021年6月12日  |
| ー   | レオン・エドワーズ       | 2R 0:18 ノーコンテスト（偶発的なサミング） | UFC Fight Night: Edwards vs. Muhammad                                       | 2021年3月13日  |
| ○    | ディエゴ・リマ           | 5分3R終了 判定3-0                          | UFC 258: Usman vs. Burns                                                    | 2021年2月13日  |
| ○    | ライマン・グッド         | 5分3R終了 判定3-0                          | UFC on ESPN 11: Blaydes vs. Volkov                                          | 2020年6月20日  |
| ○    | 佐藤天                   | 3R 1:55 リアネイキドチョーク               | UFC 242: Khabib vs. Poirier                                                 | 2019年9月7日   |
| ○    | カーティス・ミレンダー   | 5分3R終了 判定3-0                          | UFC 236: Holloway vs. Poirier 2                                             | 2019年4月13日  |
| ×    | ジェフ・ニール           | 5分3R終了 判定0-3                          | UFC Fight Night: Cejudo vs. Dillashaw                                       | 2019年1月19日  |
| ○    | チャンス・レンカウンター | 5分3R終了 判定3-0                          | UFC Fight Night: Rivera vs. Moraes                                          | 2018年6月1日   |
| ○    | ティム・ミーンズ         | 5分3R終了 判定2-1                          | UFC Fight Night: Werdum vs. Tybura                                          | 2017年11月19日 |
| ○    | ジョーダン・メイン       | 5分3R終了 判定3-0                          | UFC 213: Romero vs. Whittaker                                               | 2017年7月8日   |
| ○    | ランディ・ブラウン       | 5分3R終了 判定3-0                          | UFC 208: Holm vs. de Randamie                                               | 2017年2月11日  |
| ×    | ビセンテ・ルケ           | 1R 1:19 KO（左フック→パウンド）            | UFC 205: Alvarez vs. McGregor                                               | 2016年11月12日 |
| ○    | アウグスト・モンターニョ | 3R 4:19 TKO（マウントパンチ）              | UFC Fight Night: Poirier vs. Johnson                                        | 2016年9月17日  |
| ×    | アラン・ジョウバン       | 5分3R終了 判定0-3                          | UFC Fight Night: dos Anjos vs. Alvarez                                      | 2016年7月7日   |
| ○    | スティーブ・カール       | 4R 4:07 TKO（左膝蹴り→パウンド）           | Titan FC 38: Carl vs. Muhammad 【TitanFCウェルター級王座決定戦】            | 2016年4月30日  |
| ○    | ゼーン・カマカ           | 5分3R終了 判定3-0                          | Titan FC 35: Healy vs. Hawn                                                 | 2015年9月19日  |
| ○    | キース・ジョンソン       | 5分5R終了 判定3-0                          | Titan FC 33                                                                 | 2015年3月20日  |
| ○    | クリス・カーティス       | 5分3R終了 判定3-0                          | Hoosier Fight Club 21                                                       | 2014年9月13日  |
| ○    | AJ・マシューズ           | 5分3R終了 判定3-0                          | Bellator 112                                                                | 2014年3月14日  |
| ○    | ギャレット・グロス       | 5分3R終了 判定3-0                          | Hoosier Fight Club 18                                                       | 2013年11月9日  |
| ○    | ジミー・フリッツ         | 2R 2:19 TKO（パンチ連打）                  | Hoosier Fight Club 15                                                       | 2013年4月6日   |
| ○    | クイントン・マコットレル | 5分3R終了 判定3-0                          | Bellator 84                                                                 | 2012年12月14日 |
| ○    | ジャスティン・ブロック   | 1R 2:17 TKO（パンチ連打）                  | Hoosier Fight Club 12                                                       | 2012年8月18日  |

## 獲得タイトル
- 初代Titan FCウェルター級王座（2016年）
- 第14代UFC世界ウェルター級王座（2024年）

## 表彰
- UFC ファイト・オブ・ザ・ナイト（1回）
- UFC パフォーマンス・オブ・ザ・ナイト（2回）